# Wei-tze Yeh
Wei-tze Yeh (Taipei, 20 februari 1973) is een Taiwanees golfer.

## Professional
Yeh werd in 1994 professional en speelt sindsdien op de Aziatische Tour. Nadat hij in 2000 het Maleisisch Open won, had hij ook twee jaar speelrecht op de Europese Tour. Hij speelde in 2002 14 toernooien in Europa waarbij hij twee top-10 plaatsen bereikte en eindigde 138ste op de Order of Merit. In 2003 kwam hij niet meer terug maar speelde hij op de Japan Golf Tour, waar hij dat jaar het ANA Open won.

### Gewonnen
Europese Tour
- 2000: Benson and Hedges Malaysian Open (-10)

Japan Golf Tour
- 2003: ANA Open
- 2006: Invitational Sega Sammy Cup

Taiwan
- 2005: Taifong Open
- 2007: Taifong Open

## Trivia
Volkswagen was mede-sponsor van het Australisch PGA kampioenschap dat in 2010 op de Hyatt Regency Coolumn in Queensland werd gespeeld en had een auto ter beschikking gesteld voor een hole-in-one. Toen Yeh daar tijdens de 2de ronde zijn bal verkeerd afsloeg, ging hij door de achterruit van die auto.